# Lithothamnion fragiissimum
Lithothamnion fragiissimum Foslie in Weber-van Bosse, 1904  é o nome botânico  de uma espécie de algas vermelhas  pluricelulares do gênero Lithothamnion, subfamília Melobesioideae.
- São algas marinhas encontradas na Indonésia.

## Sinonímia
- Não apresenta sinônimos.